# هيثر مازور
هيثر مازور (بالإنجليزية: Heather Mazur)‏ هي عارضة وممثلة أمريكية، ولدت في 17 يونيو 1976 في بيتسبرغ في الولايات المتحدة.

## وصلات خارجية
- هيثر مازور على موقع IMDb (الإنجليزية)
- هيثر مازور على موقع قاعدة بيانات برودواي على الإنترنت (الإنجليزية)
- هيثر مازور على موقع قاعدة بيانات الفيلم (الإنجليزية)